# Symétrie non inversible
 (juillet 2025).
Une symétrie non inversible est une transformation d'un système telle que l'état final est indiscernable de l'état initial (compte tenu éventuellement d'une symétrie géométrique), mais qui n'est pas inversible (qui n'a pas de réciproque). Les symétries non inversibles ne relèvent pas de la théorie des groupes mais de celle des catégories.
Les symétries non inversibles interviennent en physique quantique, où elles sont liées à la notion de superposition.

## Histoire
Les symétries non inversibles ont été étudiées pour la première fois en 2014, dans le cadre de la théorie conforme des champs à deux dimensions où les règles de fusion (en) sont régies par des catégories de fusion (en) au lieu de l'être par des groupes,.

## Exemples

### Ferromagnétisme
Dans le modèle d'Ising du ferromagnétisme (à une dimension) :
- en dessous de la température critique, l'inversion de tous les spins ({\displaystyle \left|\uparrow \uparrow \cdots \uparrow \right\rangle \rightarrow \left|\downarrow \downarrow \cdots \downarrow \right\rangle }) est une symétrie inversible (si l'on applique la transformation une seconde fois, on revient à la disposition initiale des spins), et l'état démagnétisé ({\displaystyle \left|\rightarrow \rightarrow \cdots \rightarrow \right\rangle }) est symétrique (au sens ordinaire) vis-à-vis de cette transformation ;
- à la température critique, il apparaît la transformation {\displaystyle \left|\uparrow \uparrow \cdots \uparrow \right\rangle \rightarrow \left|\rightarrow \rightarrow \cdots \rightarrow \right\rangle } et {\displaystyle \left|\downarrow \downarrow \cdots \downarrow \right\rangle \rightarrow \left|\rightarrow \rightarrow \cdots \rightarrow \right\rangle }, qui agit identiquement sur les états nord et sud, mais qui n'est pas inversible : si l'on applique la transformation une seconde fois, on obtient une superposition quantique : {\displaystyle \left|\rightarrow \rightarrow \cdots \rightarrow \right\rangle \rightarrow {\tfrac {1}{\sqrt {2}}}\left|\uparrow \uparrow \cdots \uparrow \right\rangle +{\tfrac {1}{\sqrt {2}}}\left|\downarrow \downarrow \cdots \downarrow \right\rangle }.

### Transitions de phase
L'exemple précédent est un cas particulier de la transformation de Kramers-Wannier (en), qui conserve l'hamiltonien sans être inversible. Cette transformation s'applique à une large classe de modèles reliés à celui d'Ising, notamment à deux dimensions. Dans ces modèles l'aimantation et la désaimantation peuvent coexister mais avec une intrication, et la symétrie limite le nombre des états fondamentaux (ce qui ne serait pas possible si cette symétrie était inversible). La transformation de Kramers-Wannier a été généralisée à trois dimensions et plus,.

### Autres
De nouvelles symétries non inversibles ont été découvertes dans divers systèmes systèmes physiques, notamment la physique des particules, le calcul des amplitudes de diffusion, la gravité quantique, la théorie des cordes, les modèles en réseau (en) de la physique des états condensés et l'information quantique.